# 370
Правління Валентиніана I у Західній Римській імперії й Валента в Східній Римській імперії.  У Китаї правління династії Цзінь. В Індії правління імперії Гуптів. У Японії триває період Ямато. У Персії править династія Сассанідів.
На території лісостепової України Черняхівська культура. У Північному Причорномор'ї готи й сармати. Історики VI століття згадують плем'я антів, що мешкало на території сучасної України приблизно з IV сторіччя. З'явилися гуни й стали тіснити остготів та аланів. 

## Події
- Сакси нападають на Батавію. Валентиніан I укладає з ними мир і велить вступати до римського війська.
- Імператори Валентиніан I і Валент забороняють римлянам укладати шлюби з варварами.
- Заборонено ввіз вина й оливкової олії з областей, підконтрольних варварам.
- Гуни підкоряють аланів і остготів.
- Атанаріх, вождь тервінгів займає позиції на Дністрі.

## Народились
- Аларіх I
- Гіпатія
- Клавдіан